# جغرافیای تاریخی سنگسر
جایی که سنگسر نامیده می‌شد، از سال ۱۲۹م تا ۱۳۳۴م «سگ سر» نام داشته که برگردان عربی آن به اشتباه «رأس الکلب» آورده شده و از آن پس به «سنگسر» تبدیل شده است.

## پیشینهٔ اساطیری
از تاریخ قدیم سنگسر آگاهی دقیقی در دست نیست. اما در داستان‌های باستانی ایران، همراه با نام مازندران به نام سگسار برمی‌خوریم که برای یکی از اقوام و مسکن آنان به کار رفته است که بی‌گمان سنگسر شکل تحریف آن است. در شاهنامه فردوسی در چند مورد به شرح زیر از سگسار سخن رفته است، از جمله رای زدن تورانیان از جنگ ایران:
| ز بزگوش و سگسار و مازندران |  | کس آریم با گرزهای گران |

در فرهنگ شاهنامه، زیر واژهٔ سگسار آمده است: «از مرز و بوم‌هایی که داهیان در آن جای گرفتند». و دربارهٔ داهیان زیر کلمه سکزی می‌خوانیم:
«... داه گروهی بودند از آرین که در دشت خوارزم جای گرفتند و پس از آن در کنار جنوبی دریای خزر جایگیر شدند. از … آنان مردم بستوه آمدند. پادشاه ایران گروه داه را پراکنده‌ساخت. یک دسته از آنان را به زابلستان کوچانید و آنان را سکزی خواندند … و دشت خوارزم داهستان نامیده شد که مخفف آن دهستان است و اکنون به دهستان معروف است و یک دسته از گروه داه را در زمینی جای دادند در طبرستان …»
به این ترتیب می‌توان باور داشت سنگسر که در نواحی جنوبی دریای خزر قرار دارد جزئی از سگسار باستانی است و سنگسری‌ها از بازماندگان داهیان و با مردم سیستان (سجستان) و خوارزمیان قدیم از یک نژاد می‌باشند و نیز نام سنگسر از نام همین قوم و واژهٔ سگسار گرفته شده است. سنگسر و اردوگاه‌های تابستانی سنگسری‌ها امروزه نیز همچنان در همسایگی مازندران و گرگان قرار دارد.

## سده‌های نخستین اسلامی
مورخان عرب در دوران بعد از اسلام سنگسر را در کتاب‌های خود رأس الکلب ثبت کرده‌اند و این جمله ترجمه غلطی از نام سگسر است که در کتاب‌های آنان راه یافته و به همین صورت نقل شده است. ابن اثیر اولین مرتبه سنگسر را سگسر خوانده و آن‌را رأس الکلب نوشته است؛ زیرا وی در ضمن تشریح فعالیتهای اسفار بن شیرویه می‌نویسد: «چون اسفار از ری به سمنان آمد محمد بن جعفر سمنانی او را از فرود آمدن بازداشت و نیز از رفتن به قریه رأس الکب «سنگسر» مانع شد».
احمد کسروی محقق دقیق ایرانی در کتاب شهرها و دیه‌هایی ایران دربارهٔ سنگسر چنین نگاشته است: «نیز سنگسر نزدیکی سمنان را تازیکان «رأس الکلب» ترجمه کرده‌اند که از اینجا باید گفت در آغاز اسلام این نام را سگسر یا (سکسر) بر زبان می‌رانده‌اند نه (سنگسر) و این آبادی نیز از نشیمنهای (سکان) سکاها بوده است و چون سنگسریان زبانی ویژه خودشان دارند اگر این زبان با زبان سیستان نزدیک باشد این یقین خواهد بود که اصل نام بدانسان که تازیان ترجمه کرده‌اند (سکسر) بوده و سنگسر تحریف شده آن نام است».
یاقوت در معجم البلدان راجع به رأس الکلب چنین نوشته است:
«رأس الکلب» نام قلعه‌ای است در قومس و در طرف راست مسافر نیشابور واقع شده.
رأس الکلب دهی است به قومس (منتهی الارب) ولی در مورد سکونت قوم سک یا سکاها در نواحی سمنان و سنگسر مغرب به قومس (سمنان و دامغان و شاهرود حالیه) و از نیمروز به سند و زابل می‌پیوسته و مردم آن سرزمین از ایرانیان (سکه) بوده‌اند که پس از مرگ اسکندر یونیان و از ایران رانده دولتی بزرگ و پهناور تشکیل داده‌اند که ما آن را اشکانیان گوییم و کلمه پهلو و پهلوان که به معنی شجاع است از این قوم دلیر که غالب داستان‌های افسانه قدیم شاهنامه ظاهراً از کارنامه‌های ایشان باشد باقیمانده است».
با این بیان جایگاه قوم سکه (سکاها) از سمت مغرب از سمنان و سنگسر شروع شده و در خراسان و سیستان نیز جایگاه‌های مخصوص داشته‌اند.
با توجه به مطالب بالا محقق می‌شود که در نواحی سمنان دو محل بنام رأس الکلب واقع در ۸ فرسنگی مغرب سمنان یعنی در لاسگرد (بلاسنگرد) و دیگری در سنگسر یا سگسر واقع در ۳فرسنگی شمال سمنان وجود داشته.
اولی به‌عنوان سر حد و مرز سرزمین سکه‌ها (سکاها) و دومی به نام قلعه و بلندی (رأس) سرزمین آنان نامیده شده و به همین صورت در کتاب‌های تاریخی و جغرافیایی به فارسی (سکسر) و به عربی (سگسر) رأس الکلب ثبت و ضبط شده است، به نظر می‌رسد که گروهی از این قوم به این ناحیه مهاجرت نموده باشند زیرا کتزباس می‌نویسد: «سکاها از طرف گرگان به خراسان آمده‌اند». بنابراین موافق عقیدهٔ مورخان یونانی پارتیها هم که دولت بزرگ و مقتدر اشکانی را در ایران تشکیل داده‌اند (۲۵۰ قبل از میلاد) سکائی بوده‌اند، و با در نظر گرفتن متصرفات اولیه اشکانیان که پایتخت آن‌ها شهر صددروازه در آخرین نقطه مرز غربی مستملکات آنان قرار داشته و شهرستان سمنان آخرین شهر سرحدی مغرب متصرفات دولت پارت قبل از پیشروی به سوی مغرب در تواریخ ثبت شده است. اطلاق رأس الکلب به سر حد غربی سمنان یعنی لاسگرد یا سرخه طبیعی و درست به نظر می‌رسد.
و همچنین «مهدیشهر که در گذشته به آن سنگسر می‌گفتند از تاریخی کهن برخوردار می‌باشد و سابقه تاریخی آن به پیش از اسلام و هزارهٔ دوم قبل از میلاد می‌رسد. به‌طوری‌که باستان‌شناس فرانسوی بنام گیرشمن در کتاب مشهور خود به‌نام ایران آورده: «آریائی‌ها از هزاره دوم و سوم پیش از میلاد برای یافتن چراگاه‌های بهتر و بیشتر به ایران روی آوردند و سپس در یک هجوم عمومی آن‌ها به ایران و اشغال این سرزمین از شاخه بزرگ شرقی آریائیها یک شاخه کوچک‌تر منشعب و تا دامغان پیش آمده و بومیان آنجا را از میان بردند».
گفته می‌شود گروهی از همین شاخه فرعی تا سنگسر آمده و در آن استقرار یافتند که این در حدود ۱۴۰۰ سال پیش از میلاد مسیح بوده و قبل از آمدن آریائی‌ها این منطقه مسکن گروهی از بومیان ایران بوده است.
در خصوص نام سنگسر گفته می‌شود در حدود سال ۱۲۹ پیش از میلاد در روزگار پادشاهی فرهاد دوم اشکانی تیره‌هایی از آریائی‌ها به ایران هجوم آورده و تعدادی از آن‌ها در ناحیه کوهستانی سنگسر تا مناطق سرخه و ده نمک مقام گزیدند و نام سگسار را که به معنی منطقه سکانشین سکاها است به آن دادند که مرکز آن مهدی‌شهر فعلی بوده که خود نیز سگسار خوانده شده و سگسار اساطیر ایران که در کنار مازندران از آن یاد می‌شود به همین منطقه اطلاق می‌شود از جمله اینکه شاهنامه فردوسی در هفت جا از سگسار سخن به میان آمده که قرائن نشان می‌دهد منظور همین ناحیه بوده و تا اواخر دوره ساسانی به همین نام شناخته شده، سنگسر در جریان فعالیت‌های آل قارن و مبارزات فرقه اسماعیلیه جایگاه مهمی داشته است. وجود قله‌های مستحکم که همه آن‌ها را بر روی کوه‌های بلند و غیرقابل تسخیر بنا شده‌اند شاهدی بر این مدعاست.